# Duliskovics Mihály
Duliskovics Mihály (Thyuska, 1813 – Bustyaháza, 1873) görögkatolikus lelkész.

## Élete
Duliskovics János testvére volt. Tanulmányait Ungváron végezte, hol nőtlenűl föl is szenteltetett és mint áldozópap egy ideig az ungvári görögkatolikus papnevelő főnöke volt; majd Bustyaházára lelkésznek neveztetett ki és ott mint kerületi esperes, szentszéki ülnök és címzetes kanonok hunyt el.

## Munkái
Történeti s néprajzi cikkei megjelentek a Hasznos Mulatságokban (1838. I. 11. sz. Verchovina), a Tudományos Gyűjteményben (1838. XII. Máramarosmegye Verchovinai járásának ismertetése, 1840. V. VI. Az oláhok ismertetése, 1841. X. Máramaros vármegyének részletes rövid ismertetése. Felső járás.)